# Быстрогорское сельское поселение
Быстрого́рское се́льское поселе́ние — муниципальное образование в Тацинском районе Ростовской области.
Административный центр поселения — посёлок Быстрогорский.

## Административное устройство
В состав Быстрогорского сельского поселения входит 1 населённый пункт:
- посёлок Быстрогорский.

## Население
| 2010  | 2012  | 2013  | 2014  | 2015  | 2016  | 2017  |
| ----- | ----- | ----- | ----- | ----- | ----- | ----- |
| 3578  | ↘3518 | ↘3444 | ↘3304 | ↘3203 | ↘3125 | ↘3111 |
| 2018  | 2019  | 2020  | 2021  |       |       |       |
| ↘3050 | ↘2993 | ↘2957 | ↘2914 |       |       |       |